# 청주 한란 묘소 및 신도비
청주 한란 묘소 및 신도비(淸原 韓蘭 墓所 및 神道碑)는 충청북도 청주시 상당구 남일면 가산리에 있는, 고려의 개국 공신인 태위(太尉) 한란(853∼916)의 묘이다. 1987년 3월 31일 충청북도의 기념물 제72호로 지정되었다.

## 개요
고려의 개국 공신인 태위(太尉) 한란(853∼916)의 묘이다.
조선 효종 10년(1659) 노봉에 의해 파괴된 것을 후손들이 숙종 16년(1690)에 복원하였다. 원래의 모습에서 바뀌기는 하였으나 효종 때의 문인석과 용마석(龍馬石)이 보존되어 있고, 고려시대의 묘비와 상석 등이 놓여 있다.
묘소 바로 아래에는 공의 업적을 기리는 신도비(神道碑:왕이나 고관 등의 평생업적을 기리기 위해 무덤 근처의 길가에 세운 비)가 있는데 영조 44년(1768)에 세운 것으로 후손 익모가 글을 짓고 광회가 글씨를 쓴 것이다.

## 참고 문헌
- 청주 한란묘소 및 신도비 - 국가유산청 국가유산포털